# Ehrentempel
Gli Ehrentempel ("templi dell'onore") erano due strutture site a Monaco di Baviera in Königsplatz, costruite dai Nazisti nel 1935, per ospitare le salme dei sedici membri del partito periti durante il fallito Putsch di Monaco del 1923. Il 9 gennaio 1947 i memoriali furono distrutti dalle truppe statunitensi come parte del processo di denazificazione.

## Storia

### Il primo memoriale alla Feldherrnhalle
L'8 novembre 1933 Hitler si rivolse alla vecchia guardia del partito alla Bürgerbräukeller (dove era iniziato il putsch) e il giorno dopo svelò un piccolo memoriale con una lapide sotto il lato est della Feldherrnhalle. Due poliziotti o delle SS stavano di guardia su entrambi i lati alla base del memoriale e ai passanti era richiesto di fare il saluto nazista quando vi transitavano davanti.
Tuttavia, il memoriale poteva essere aggirato, e il saluto evitato, scegliendo una piccola strada laterale vicina, che divenne nota come "Drückebergergaße" (vicolo degli scansafatiche).

### Inaugurazione

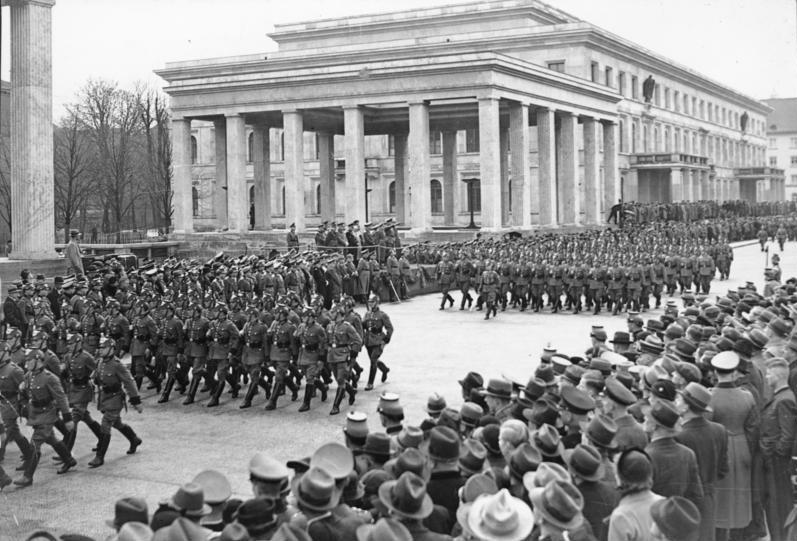
La polizia di Monaco sfila davanti agli Ehrentempel il 24 aprile 1938

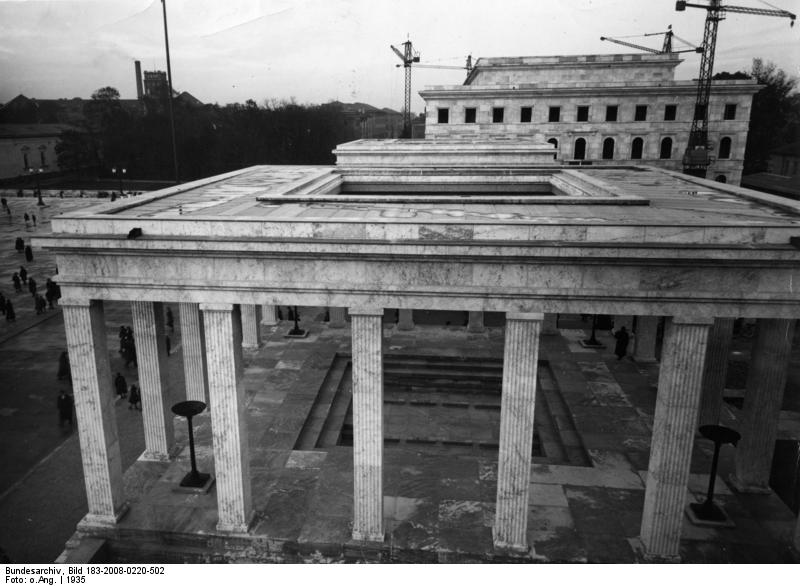
Uno dei due Ehrentempel nel 1935 durante i lavori di edificazione

Nel 1934 non si tenne nessuna marcia commemorativa in occasione dell'anniversario del Putsch di Monaco a causa della "purga delle SA" voluta da Hitler nella "notte dei lunghi coltelli". L'anno seguente, l'8 novembre le salme dei caduti del putsch del 1923 furono esumate dalle rispettive tombe e traslate nella Feldherrnhalle in sarcofagi di bronzo, dove furono posizionate sotto sedici colonne rivestite con drappi rossi con i loro nomi. Il giorno seguente, dopo che Hitler aveva solennemente sostato presso ogni salma, le stesse furono portate all'interno degli appena ultimati Ehrentempel, opera dell'architetto Paul Ludwig Troost, in Königsplatz. Sopra ogni bara venne posizionata la bandiera nazista e appoggiata una corona di fiori. In ogni struttura furono sepolti otto martiri del Partito Nazista.
Quando il Gauleiter Adolf Wagner morì di infarto nel 1944, fu anch'egli sepolto a pochi metri di distanza dal tempio nord nel tumulo di erba adiacente tra i due templi.

### Caratteristiche
Ai visitatori dei memoriali veniva richiesto il silenzio, di togliersi il cappello e di non far correre i bambini all'interno dei templi. Gli Ehrentempel erano costituiti da pietra calcarea tranne che per il tetto che era fatto di acciaio e cemento con mosaici di vetro incisi. I piedistalli, che sono le uniche parti rimaste, misurano 21 mt. Le colonne che un tempo sorgevano sulle strutture erano alte 7 metri ciascuna. Il peso complessivo delle bare di bronzo era di oltre 1.300 kg.

### Dopoguerra

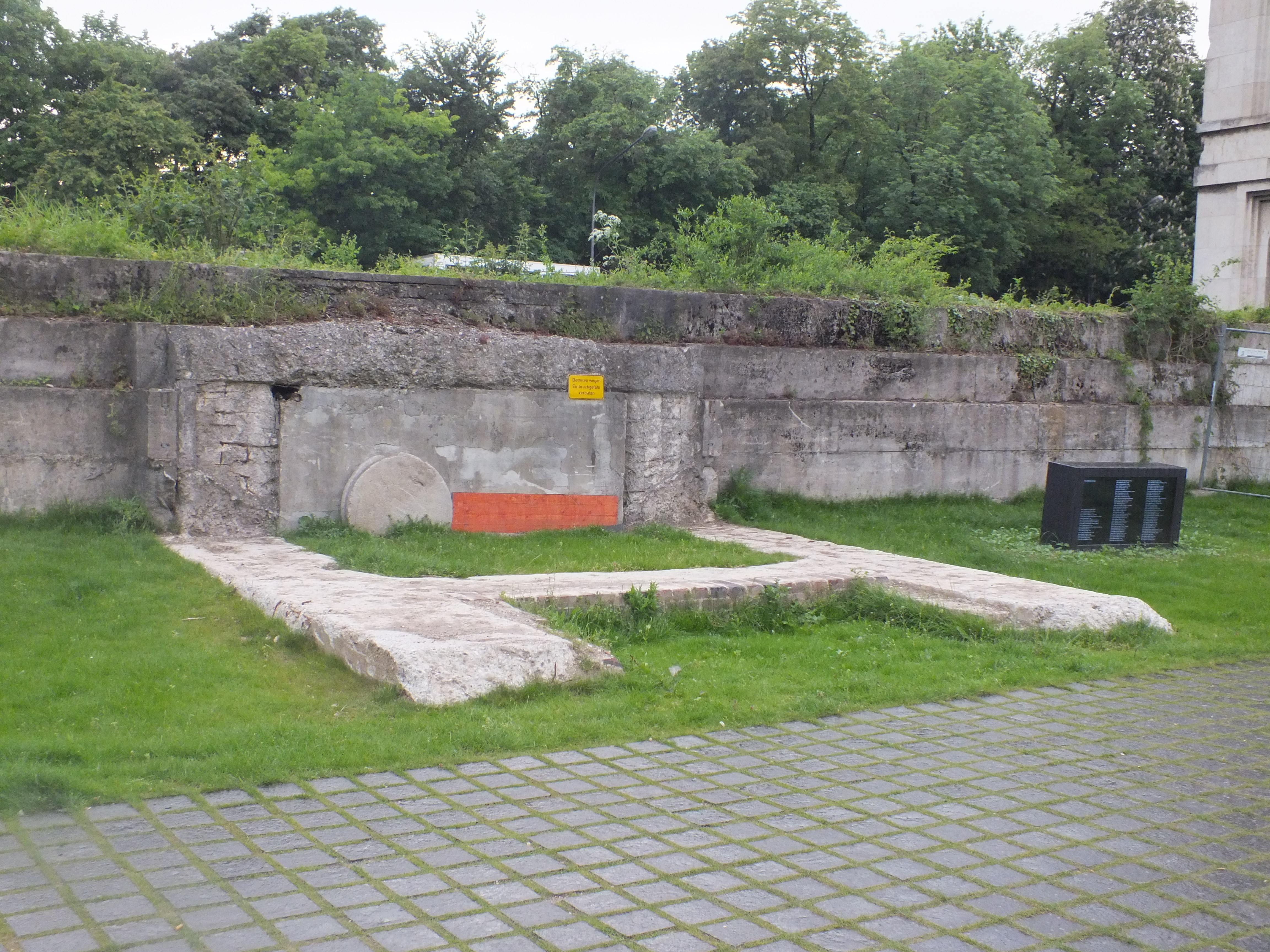
Resti attuali di uno degli Ehrentempel

Il 5 luglio 1945 le truppe alleate occupanti rimossero le salme dagli Ehrentempel e contattarono le famiglie dei caduti. A loro fu data la possibilità di scegliere se far cremare i corpi oppure seppellirli in tombe senza nome, ma alla fine tutte le salme fecero ritorno nelle corrispettive tombe d'iniziale provenienza. Le colonne delle due strutture furono riciclate in ganasce per autobus municipali e materiale nuovo per gallerie d'arte danneggiate durante la guerra. I sarcofagi furono fusi e dati al servizio dei tram di Monaco che li usò come materiale di saldatura per riparare le linee ferroviarie ed elettriche danneggiate durante il conflitto.
Il 9 gennaio 1947 le parti superiori delle strutture furono abbattute. A seguito della riunificazione della Germania, si parlò di costruire un ristorante o un caffè sul sito degli Ehrentempel, ma il progetto si arenò a causa della crescita di un raro biotopo di vegetazione sul sito. Come risultato di ciò, i templi furono risparmiati dalla completa distruzione e le basi delle fondamenta dei monumenti rimangono tuttora, intersecando l'angolo di Briennerstraße con Arcisstraße. Una piccola targa aggiunta nel 2007 spiega la loro funzione.

## Sepolture
- Felix Alfarth
- Andreas Bauriedl
- Theodor Casella
- William Ehrlich
- Martin Faust
- Anton Hechenberger
- Oskar Körner
- Karl Kuhn
- Karl Laforce
- Kurt Neubauer
- Klaus von Pape
- Theodor von der Pfordten
- Johann Rickmers
- Max Erwin von Scheubner-Richter
- Lorenz Ritter von Stransky
- Adolf Wagner (sepolto tra i due templi nel 1944)
- Wilhelm Wolf